# Nicella obesa
Nicella obesa är en korallart som beskrevs av Elisabeth Deichmann 1936. Nicella obesa ingår i släktet Nicella och familjen Ellisellidae. Inga underarter finns listade i Catalogue of Life.